# فرديناند يودل
فرديناند ألفريد فريدريش جودل (28 نوفمبر 1896 - 9 يونيو 1956) كان جنرالًا ألمانيًا خلال الحرب العالمية الثانية الذي قاد الفيلق الجبلي النرويجي خلال هجوم بتسامو–شيركنيس. وكان شقيق ألفريد جودل، رئيس أركان العمليات في القيادة العليا للفيرماخت.

## الجوائز والأوسمة
- وسام الفارس الصليبي الحديدي في 13 يناير 1945 كالجنرال دير جبيرجستروب وقائد الفيلق الجبلي الاسع عشر [1]

### اقتباسات
1. ↑  Fellgiebel 2000, p. 201.

### قائمة المراجع
- Fellgiebel, Walther-Peer (2000) [1986]. Die Träger des Ritterkreuzes des Eisernen Kreuzes 1939–1945 — Die Inhaber der höchsten Auszeichnung des Zweiten Weltkrieges aller Wehrmachtteile [The Bearers of the Knight's Cross of the Iron Cross 1939–1945 — The Owners of the Highest Award of the Second World War of all Wehrmacht Branches] (بالألمانية). Friedberg, Germany: Podzun-Pallas. ISBN:978-3-7909-0284-6.

| مناصب عسكرية    | مناصب عسكرية                | مناصب عسكرية    |
| --------------- | --------------------------- | --------------- |
| سبقه {{{سبقه}}} | {{{العنوان}}} {{{الأعوام}}} | تبعه {{{تبعه}}} |